# 風景の中のキルケと恋人たち
『風景の中のキルケと恋人たち』（ふうけいのなかのキルケとこいびとたち、伊: Circe e i suoi amanti in un paesaggio, 英: Circe and Her Lovers in a Landscape）は、盛期ルネサンスのイタリアの画家ドッソ・ドッシが1525年ごろに制作した絵画。油彩。主題はホメロスの叙事詩『オデュッセイア』に登場するギリシア神話の有名な魔女キルケとされている。ただしアリオストの『狂えるオルランド』に登場する邪悪な魔女アルチーナとする見解があり、制作年代もまた画家の初期とする説とより後の時代のものとする説がある。発注者に関しても謎に包まれているが、近年の研究でマントヴァのゴンザーガ家のために制作されたと考えられている。現在はワシントンD.C.のナショナル・ギャラリーに所蔵されている。

## 主題

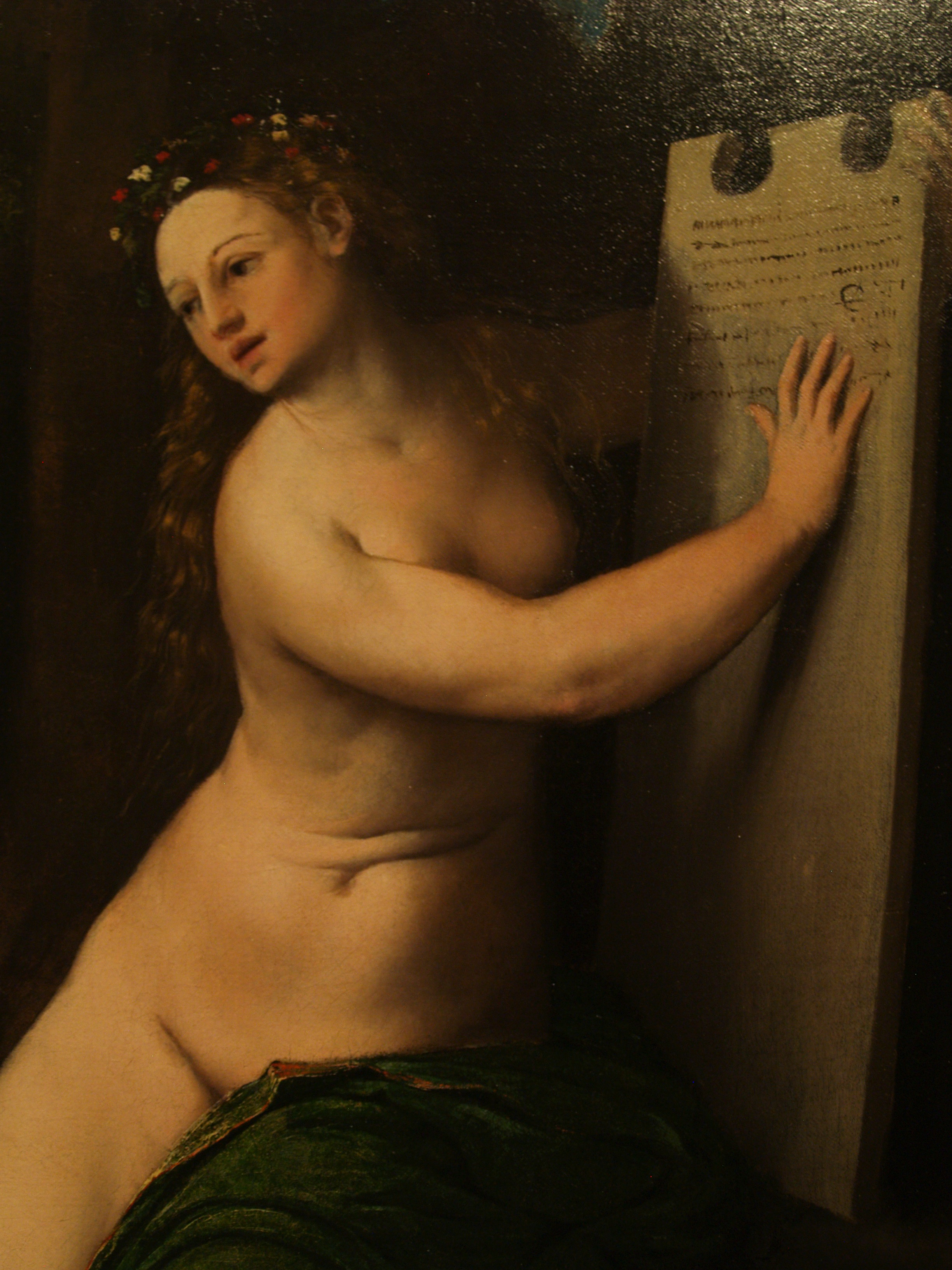
石板を持つキルケ（ディテール）。

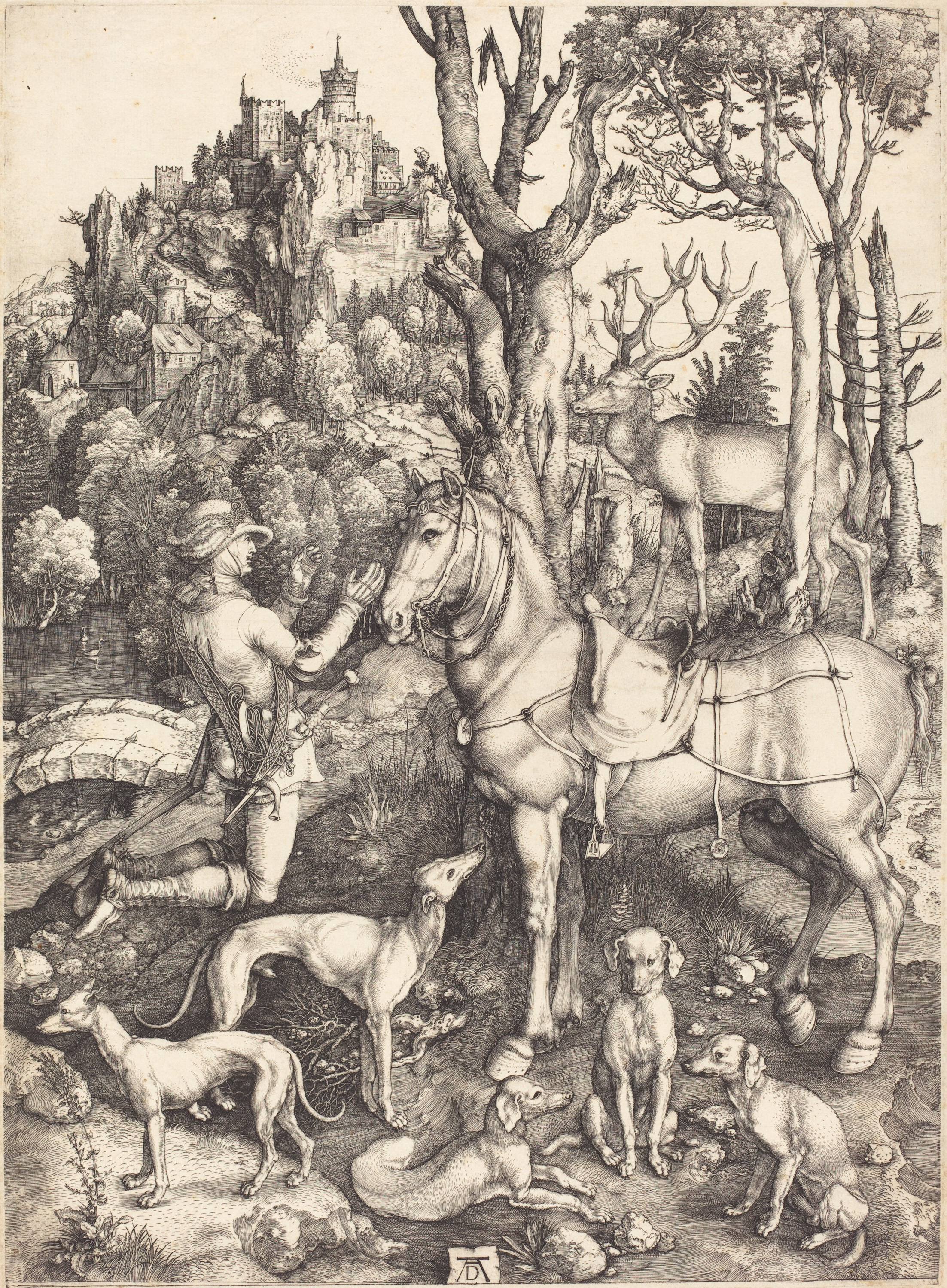
アルブレヒト・デューラーの『聖エウスタキウス』。

ホメロスの『オデュッセイア』によると、魔女キルケはアイアイエ島を訪れた異国人を魔法で動物に変えたと伝えられている。キルケは客をもてなすときに、飲物に故郷のことを忘れさせる薬を混ぜ、客が飲み終わるのを見計らって杖で打った。すると彼らはことごとく動物に変身した。変身した動物は身体が大きく獰猛な獣でも大人しい性格になるり、人懐っこくついて回った。キルケの館の周囲にはこのようにして動物に変えられた人間が数多くいた。

## 作品
魔女キルケは自然豊かな川のほとりで、足元に魔法の書物を開き、彼女の魔法で動物と化した恋人たちに囲まれて座っている。開かれた魔法の書物には五芒星の魔法円が描かれており、さらにキルケは呪文が刻まれていると思しき石板を持ち、動物たちに何かを教えているように見える。キルケを取り囲む動物たちはシカ、イタリアン・グレイハウンド、白い子犬、タカ、フクロウ、ヘラサギなどがいる。作風はジョヴァンニ・ベッリーニやジョルジョーネといったヴェネツィア派の強い影響が窺える。もともと画面左側の中央にライオンともう1頭のシカが描かれていたが、画家自身によって塗りつぶされている。その箇所は後に絵具が薄くなり、下に隠れていた動物が部分的に見えるようになった。この動物たちは現代の修復によって一時的に蘇ったが、ナショナル・ギャラリーの修復で再び覆われた。
『オデュッセイア』ではキルケが魔法で人間を狼、獅子、豚に変えたとあるが、ドッソ・ドッシはこれらの動物をほとんど描いていない。またキルケはホメロスが言及した長い杖を持っていない。そのため一部の研究者は彼女を『狂えるオルランド』に登場するキルケによく似た魔女アルチーナと考えた。しかしフェルトン・ギボンズ（Felton Gibbons, 1968）が指摘したように、アルチーナは犠牲者を動物に限らず、植物、噴水、岩にも変えている。これに対してマウリツィオ・カルヴェージはどちらも否定し、むしろオウィディウスの『変身物語』でキルケの恋のライバルであり、「美しい歌声で木々や岩を動かし、野獣をなだめ、野鳥を集め、川の流れをとどめた」（14巻335行）と語られているニンフのカネーンスであると主張した（1969年）。ただし『変身物語』のカネーンスの物語では絵画に描かれているような魔法の書物や石板について合理的な説明ができない。このことからドッソ・ドッシは古典文学に限らずもっと自由に種々の情報源を利用して、画家自身の解釈でキルケを描いたと考えられる。たとえば同時代の文学作品による着想源として、アリオストの他にマッテーオ・マリーア・ボイアルドの『恋するオルランド』が指摘されている。この作品ではボイアルドは鳥と動物の両方に言及し、キルケ自身が白いシカに変身したことについて触れている。また1501年のアルブレヒト・デューラーのエングレーヴィング『聖エウスタキウス』から、シカとグレイハウンドの図像を借りたことも指摘されている。
制作年代に関する研究もまたドッソ・ドッシの難解さを明らかにしている。絵画を所有したロバート・ベンソンをはじめ20世紀の最初の30年間のほとんどすべての研究者はジョルジョニズムが明白であることから初期の作品と見なした。その後、ロベルト・ロンギがドッソ・ドッシの想定される初期作品をグループ化すると、絵画はやや遅めの1520年代初頭と考えられるようになった。これに対してマゼッティ（Mazzetti）はドッソの初期の様式の官能的な自然主義が観念的となり、かつ様式化された1530年代初頭後期の作品であると提案した。シャプリー（shapley）もこれに同意し、線のクオリティとコントラポストは初期のドッソでは異例であると指摘している。
X線撮影による調査は女性像がもともとはスリムであったことを明らかにしており、おそらく1520年代に現在の女性像まで拡大されたと思われる。

## 来歴

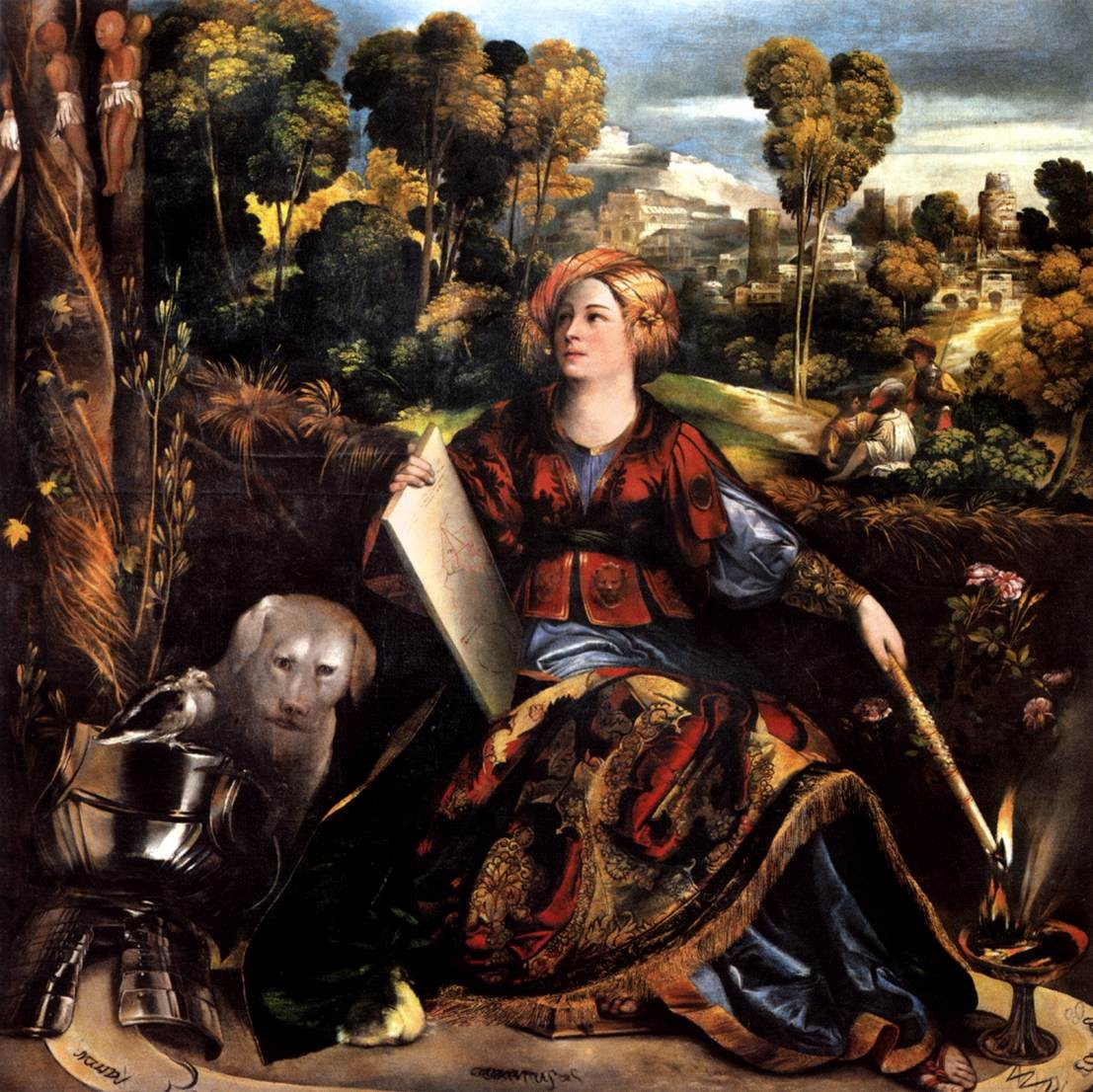
ドッソ・ドッシ『メリッサ（キルケ）』もまたキルケを描いたと言われることがある。1518年ごろあるいは1531年ごろ。ボルゲーゼ美術館所蔵。

本作品はおそらくマントヴァのゴンザーガ家のコレクションに由来する。イングランドのチャールズ1世はフェルディナンド1世・ゴンザーガの死後の1628年にフェルディナンドのコレクション全体を購入しており、これによってコレッジョの『キューピッドの教育』『眠れるヴィーナスとキューピッド、サテュロス』などの有名な作品がイギリスに渡っている。本作品もこのときに取得された絵画と考えられており、実際にチャールズ1世の目録には本作品と思われる「Landscapt of inchauntm of Dorsey」ないし「A landshape w a witch. by dorse de Ferraro」なる作品が記載されている。それから200年以上もの間、絵画は記録に現れなかったが、1886年に政治家・美術収集家ウィリアム・グラハムのコレクションの一部として売却され、ロバート・ベンソン夫妻の有名なコレクションに入った。その後、夫妻のコレクションは1927年に初代デュヴィーン男爵ジョゼフ・デュヴィーン（デュヴィーン・ブラザーズ）に売却された。さらに絵画は1942年にニューヨークのサミュエル H. クレス財団（Samuel H. Kress Foundation）に売却され、その翌年にナショナル・ギャラリーに寄贈された 。